# Ścieżka wzrostu zrównoważonego
Ścieżka wzrostu zrównoważonego (dynamiczna równowaga) – stan gospodarki, w którym produkcja zwiększa się w tempie wyznaczonym przez przyrost demograficzny {\displaystyle {\Big (}{\tfrac {\Delta N}{N}}=n{\Big )}} i równym stopie wzrostu zasobu kapitału {\displaystyle {\Big (}{\tfrac {\Delta Y}{Y}}={\tfrac {\Delta N}{N}}={\tfrac {\Delta K}{K}}=n{\Big )}.} Oznacza to, że wielkość produkcji per capita nie zmienia się; na stałym poziomie {\displaystyle (k*)} utrzymuje się też techniczne uzbrojenie pracy (kapitał na 1 pracownika).